# 渡邊秀夫
渡邊 秀夫（わたなべ ひでお、1948年1月 - ）は、日本の国文学者である。信州大学名誉教授。

## 人物・来歴
横浜市生まれ。1970年に早稲田大学教育学部国語国文学科を卒業し、1977年に同大学文学研究科博士課程満期退学。1989年「古今集時代を中心とした王朝文学の和漢比較的研究」で早大文学博士。1983年「小野小町異譚－『玉造小町子壮衰書』攷」ほかの業績で日本古典文学会賞受賞、窪田空穂賞受賞。1972年早稲田実業学校国語科教諭、1977年東横学園女子短期大学専任講師。1982年信州大学人文学部助教授、1992年教授。2005-13年人文学部長。2013年定年退任、名誉教授。この間国文学研究資料館客員助教授、北京日本学研究センター客員教授、ワルシャワ大学東洋学研究所客員教授など歴任。専門は平安朝文学、和漢比較文学。

## 著書
- 『平安朝文学と漢文世界』勉誠社、1991年
- 『詩歌の森 日本語のイメージ』大修館書店、1995年
- 『和歌の詩学　平安朝文学と漢文世界』勉誠出版、2014年
- 『かぐや姫と浦島　物語文学の誕生と神仙ワールド』塙選書、2018年

## 主な共著、編著等
- 『日本古典文学大辞典』、人民文学出版社、2005年